# Réseau de l'intégrité dans la reconstruction
Le Réseau pour l'intégrité dans la Reconstruction est un réseau d' organisations de la société civile des pays post-conflits qui se concentrent au renforcement de l'intégrité dans la reconstruction.
Certaines des organisations comprennent le Centre de recherche sur l'anti-corruption, Luta Hamutuk, Fondation Chirezi  et Cahurast.
Le réseau a été créé en 2005 sur la base de recherches et d' études de cas.
La recherche et les études de cas visaient à examiner l'impact de la reconstruction dans le contexte d'après-guerre dans huit États et régions qui, entre eux, ont reçu une aide de 65 milliards de dollars notamment l' Afghanistan, la Bosnie, le Kosovo, la Palestine, le Liban, le Mozambique, la Sierra Leone et le Timor oriental.
Le Réseau pour l'intégrité dans la reconstruction est hébergé par Integrity Action.